# 울진 내성행상 불망비
울진 내성행상 불망비(蔚珍 乃城行商 不忘碑)는 대한민국 경상북도 울진군 북면 두천리에 있는 조선시대의 비석이다. 1995년 6월 30일 경상북도의 문화재자료 제310호로 지정되었다.

## 개요
옛날 부보상 단체들의 우두머리인 접장과 반수를 지낸 정한조와 권재만의 공을 기리기 위해 세운 비이다.
봉화사람 접장 정한조와 안동사람 반수 권재만은 울진과 봉화를 오가며 어류와 소금, 해조류 등을 쪽지게에 지고 가서 물물교환으로 팔았던 상인들의 상거래에 많은 도움을 주었다.
그들의 공을 잊지 못한 상인들이 은공을 기념하고자 조선 고종 27년(1890) 경에 이 비를 세웠다.

## 참고 자료
- 울진 내성행상 불망비 - 국가유산청 국가유산포털